# Iaroslav Smeliakov
Iaroslav Vassilievitch Smeliakov, (en russe : Смeляков Ярослав Васильевич), est un poète, un critique littéraire et un traducteur soviétique né le 26 décembre 1912 (8 janvier 1913 dans le calendrier grégorien) à Loutsk, dans le gouvernement de Volhynie (Empire russe) et mort le 27 novembre 1972 à Moscou (Union soviétique).

## Biographie
Fils d'un cheminot, il passa sa petite enfance au village avec sa grand-mère pendant que son père combattait au front. Il quitta le foyer après avoir terminé l'école primaire et arriva à Moscou, où, pendant 7 ans, il poursuivit ses études au cours desquelles, au début des années 1930, il eut une aventure houleuse mais brève avec Margarita Aliguer.
En 1931, alors qu'il était prote, il obtint le diplôme de l'école polygraphique de l'usine où il avait écrit ses premiers poèmes et des critiques dans des articles de propagande publiés dans le journal mural de l'imprimerie où il était en formation. Simultanément, il avait été engagé dans les cercles littéraires des journaux Komsomolskaïa Pravda et Ogoniok, où il rencontra Edouard Bagritski et Mikhaïl Svetlov.
En 1932, parut son premier recueil de poèmes qui glorifiaient le nouveau mode de vie et le travail intensif sous le titre Le travail et l'amour, suivi la même année par Poèmes imprimés tous les deux dans l'entreprise où il exerçait en tant que typographe.
Après avoir été journaliste, on le vit balayeur, chauffeur dans une chaufferie, mineur puis devenir en 1933 écrivain professionnel et en 1934 membre de l'union des écrivains de l'URSS. La même année, en pleine période du culte de la personnalité, il fut arrêté à la suite d'accusations infondées et resta emprisonné jusqu'en 1937. Il reprit son travail de journaliste dans des journaux où il écrivit des articles, des satires et des textes pour des brochures.
Au début de la Seconde Guerre mondiale, en novembre 1941, alors qu'il combattait comme homme de troupe dans l'isthme de Carélie, son unité cernée, il fut capturé par les forces finnoises et emprisonné. Lors de sa captivité son talent fut reconnu et son emprisonnement fut commué en travail obligatoire dans une ferme où il resta prisonnier de guerre jusqu'en 1944. Libéré, il rentra dans son pays, mais dut encore endurer la privation de liberté en passant quelques années dans un camp où se trouvait aussi Ivan Tvardovski. Là il fut observé et on « améliora » ses aptitudes à se réadapter à la société soviétique. Pendant que l'administration pénitentiaire prenait soin de son éducation, son épouse obtint le divorce par contumace et épousa Alexandre Bondarevski, un jockey « in » de l'hippodrome de Moscou. Réintégré à la société civile Smeliakov reprit ses activités, mais l'accès à Moscou lui fut interdit ; il arriva quand même à y pénétrer sans se faire remarquer mais ne put y passer une nuit. Alors qu'il travaillait au journal de l'usine d'une mine de charbon des environs de Moscou, Constantin Simonov écrivit des éloges à son égard ce qui lui permit d'être édité et en 1948 un recueil de ses meilleurs poèmes écrits avant et après la guerre, Le Kremlin a mangé fut publié.
En 1951, à la suite de la dénonciation de deux poètes, il fut de nouveau arrêté et envoyé à Inta. Innocenté en 1955, il put rentrer chez lui. En 1956, il acquit la notoriété avec la publication du roman en vers Amour strict consacré à la jeunesse des années 1920 qui eut un large succès.
À partir de 1967, année où il reçut le prix d'État pour le recueil Journée de la Russie, il occupa diverses fonctions administratives : au conseil de la RSFSR en 1970, président de l'Union des écrivains de l'URSS, section poésie, où il aurait participé à la persécution de Soljenitsyne. En 1968, il reçut une nouvelle récompense : le Prix du Komsomol pour son poème Les jeunes louant la jeunesse soviétique, le patriotisme, le peuple... Il fut médaillé à trois reprises et fut diplômé par les présidiums des soviets suprêmes des républiques d'Azerbaïdjan et de Moldavie.
Marié deux fois, ayant déménagé plusieurs fois, il habita, entre autres, au 38 rue Arbat de 1948 à 1951 et de 1955 à 1960, dans l'avenue Lomonossov de 1960 à 1972, à Peredelkino. Il consacra ses dernières années à écrire sur les gens et les évènements de sa jeunesse, à traduire des poésies en langue biélorusse, en langue ukrainienne et autres langues des républiques fédérées tout en voyageant à l'intérieur de l'URSS et à l'étranger. Ayant sombré dans l'alcoolisme, victime d'un arrêt cardiaque il s'éteignit le 27 novembre 1972. Il est enterré au cimetière de Novodevitchi (parcelle no 7) à Moscou.

## Œuvres
- La plupart des traductions des titres des poèmes sont donnés par la traduction automatique avec quelques tentatives pour les adapter à la langue française.

- 1932
  - Recueils de poèmes: Le travail et l'amour, Poèmes
  - Poèmes: Point de vue, Verset C, L'épinette du Kremlin
- 1934
  - Poème: Luba, Poisseux
- 1938
  - Poème: Mère
- 1939
  - Poème: Le jardin de Ivan Mitchourine
- 1940
  - Poème: Si je tombe malade traduit en français (1) La sage Lida
- 1941
  - Poème: Premier janvier 1941
- 1942
  - Poème: Le juge
- 1945
  - Poèmes: Manon Lescaut, La terre, Pierre et Alexeï, Beautés de Russie, Là encore, je me suis souvenu de vous, ma mère
- 1946
  - Poèmes: Le monument traduit en français (1), Le cimetière des locomotives, Portrait, Ma génération, Les deux chanteurs, Là où les étoiles brillent dans la brume, Le Kremlin a mangé
- 1947
  - Poème: L'histoire recommence
- 1948
  - Recueil de poèmes: Le Kremlin a mangé
  - Poème: Nos armoiries, Lampe de mineur
- 1949
  - Poème: Lénine
- 1950
  - Poème: Souvenirs
- 1953
  - Poèmes: Lettre à domicile, Le manteau, Le camp Inta
- 1956
  - Roman en vers: Amour strict
  - Poème: Maïakovski
- 1957
  - Recueil de poèmes: Poèmes choisis
  - Poèmes: Donnez-nous, Fraises
- 1958
  - Poème: Parler poésie
- 1959
  - Recueil de poèmes: S'exprimer sur l'essentiel
- 1960
  - Poème: Réserve d'or
- 1961
  - Poèmes: Riazan Marat, Né dans les premières années
- 1963
  - Poèmes: Juive écrit en février à Peredelkino, Les garçons
- 1964
  - Poème: Compatriote écrit en novembre à Peredelkino
- 1966
  - Recueil de poèmes: La journée de la Russie
  - Poèmes: Anna Akhmatova, Commandant pendant la guerre civile, Denis Davydov, Histoire, Ivan Kalita soit Ivan Ier, Langue russe, Le beau Danube bleu écrit le 20 février 1966 à Peredelkino, Le messager de Lénine, Menchikov, Présence de Vladimir Soloviev dans l'«Histoire de la Russie»
- 1967
  - Poèmes: Aveugles, Message à (de?) Pawlovski, Trois chevaliers écrit en décembre 1967 à Peredelkino,
- 1968
  - Poèmes: Biélorusses, Jeunes gens ou ? Camarades komsomols poème narratif
- 1970
  - Poème: Décembre 1970

Publications posthumes
- 1970
  - Poésie: Service ponctuel
- 1979
  - Recueil: Poèmes et poésies

- Liste de titres de poèmes dont on n'a pas la date:
  - À la gare, Alex Fatianov (cf Alexeï Fatianov) À Moscou, Ballade anglaise, Ballade sur le Volkhov, Bibliothèque, Bonjour Pouchkine, Boucles d'or, Certaines personnes intelligentes prennent un air fanfaron, Chanson. Là où la route pavée..., Cher kalmouk, Constance, Débat à la chambre, Debout, Digression lyrique, Discours de Fidel Castro à New-York, En route vers Yalta, Et les huîtres du restaurant arrosées de champagne Dmitraki, Étudiant dzhamboul, Excuses à Nathalie, Fileur, Il essayera ou Testament, Il était une fois, Ils vont à la capitale, Je ne suis pas de ces chanteurs zolotoglavyh, Je vais partir d'ici, Je vais vous écrire des poèmes, Katucha, La cravate du pionnier, La défense des dominos, La fille du directeur de la mine, La lune cachée par de tristes nuages, La première balle (jouet), La ville natale de Nikolaï Vaptsarov, Le bonheur, Le cœur de George Gordon Byron, Les garçons qui sont venus en avril, Le vieil appartement, Noir à Moscou, Mariage, Mon professeur, Nikolaï Soldatenkov, Niko Pirosmani (cf Niko Pirosmani), Nuit d'hiver, Paysage, Portrait de la Crimée, Petit garçon, Photographie, Poème classique, Poème élégiaque, Poèmes écrits à la poste, Poèmes écrits à l'hôtel Pskov, Poèmes écrits avant le 1er mai, Poèmes écrits dans un magasin, Qu'Alionouchka, Retour au pays natal, Soirée de mai, Tempête nocturne, Un homme heureux, Visite au cimetière de la capitale, Voici une femme, Voisin, Vous êtes jeunes. Tout ce que vous voulez..., Vous n'avez pas disparu, Ksenia Nekrassova (cf Nikolaï Nekrassov),